# 凤凰丸
凤凰丸是日本自造的第一艘西洋式舰船。佩里舰队迫使日本开埠后，幕府政权有感于海洋实力差距，于1853年自造的西式“大船”。该船在横须贺附近的浦贺奉行所建造，由中岛三郎助负责。

## 历史
安政二年（1855），凤凰丸再次试航，途中还进行了炮击演练，包括老中阿部正弘等幕阁要员，还登上凤凰丸巡视。